# 吉娜·西格娜
吉娜·西格娜，（Gina Cigna，1900年3月6日—2001年6月26日），法国-意大利女高音歌唱家，两次世界大战之间的重要西方歌剧演员。

## 生平
1900年3月6日，吉娜·西格娜出生于巴黎，父亲是一个意大利血统的法国军官。她曾在巴黎音乐学院师从Alfred Cortot学习钢琴。毕业之后，她曾当过朗诵演员。1923年嫁给法国男高音Maurice Sens，根据他的建议，西格娜转而学习演唱。她个人跟Emma Calve， Hariclea Darclée and Rosina Storchio学习歌唱，不过更多的时间是自学。1927年西格娜与丈夫一同在米兰斯卡拉歌剧院登台首次演出。她扮演瓦格纳歌剧《Rheingold》Freja一角，可惜不太成功。随后两年里，她继续留在斯卡拉歌剧院演出。在演出《唐·乔望尼》Donna Elvira 角色时候，获得极大的成功。她在斯卡拉歌剧院一直演出到1945年，同时还到巴黎伦敦等地演出。在此期间奠定了作为国际歌星的声望。1947年9月24日西格娜不幸遭遇车祸后，被迫退出舞台，但是以教学作为工作。2001年6月26日，她在米兰去世，终年101岁。